# Six pieds sous terre (album)
Pour les articles homonymes, voir Six pieds sous terre.
Albums de Robert
Robert live à la Cigale Princess of nowhere
Six pieds sous terre est le quatrième album studio de la chanteuse française Robert sorti en 2005 chez DEA. Cet album fut réédité en 2007.

## 1reédition- 2005
1. "Personne" (Robert) 3:17
2. "Aphone" (Robert / Mathieu Saladin) 4:46
3. "Hija de puta" (Robert / Mathieu Saladin) 4:01
4. "Prière pour aller au paradis" (Françoise They / d'après Cimarosa) 3:50
5. "Histoire de loup" (en duo avec Sacha Bourdo) (Robert / Mathieu Saladin) 3:10
6. "Dégage" (Robert / Mathieu Saladin) 4:01
7. "Ta femme ton drapeau" (Robert / Mathieu Saladin) 2:37
8. "Le chant de la Loreleï" (Jean Roulet / Mathieu Saladin) 2:24
9. "Ta traînée" (Robert / Mathieu Saladin) 4:13
10. "Six pieds sous terre" (Robert / Mathieu Saladin) 3:31
11. "Partir au bord des larmes" (Robert / Mathieu Saladin) 4:09
12. "L'hymne à la mort" (Robert / Mathieu Saladin) 3:11
13. "Personne" Remix de Romain Tranchart & Grégory Louis (Robert) 3:50

## 2eédition- 2007
1. "Personne" (Robert) 3:17
2. "Aphone" (Robert / Mathieu Saladin) 4:46
3. "Hija de puta" (Robert / Mathieu Saladin) 4:01
4. "Prière pour aller au paradis" (Françoise They / d'après Cimarosa) 3:50
5. "Histoire de loup" (en duo avec Sacha Bourdo) (Robert / Mathieu Saladin) 3:10
6. "Dégage" (Robert / Mathieu Saladin) 4:01
7. "Ta femme ton drapeau" (Robert / Mathieu Saladin) 2:37
8. "Le chant de la Loreleï" (Jean Roulet / Mathieu Saladin) 2:24
9. "Ta traînée" (Robert / Mathieu Saladin) 4:13
10. "Six pieds sous terre" (Robert / Mathieu Saladin) 3:31
11. "Partir au bord des larmes" (Robert / Mathieu Saladin) 4:09
12. "L'hymne à la mort" (Robert / Mathieu Saladin) 3:11
13. "Eléonore" (Mathieu Saladin) 4:23
14. "Cold earth" (Robert - Sylvain Gatelais / Henry Purcell) 3:29
15. "Rien" (Robert) 5:15
  - remix Personne
16. "Chuchoter" (Robert / Mathieu Saladin) 4:37
  - remix Histoire de loup

+ bonus cd-rom : 14 instrumentaux (format mp3), clip de "Personne", clip de "Histoire de loup"

## Crédits
Réalisation, arrangements et mixage : Mathieu Saladin 

Violons : Claire Rapin 

Violoncelles : Marc Benyahia-Kouider 

Contrebasse : Manrique Diez 

Clarinette : Olivier Trabucco 

Hautbois : Fabrice Torokian 

Basson : Miodrag Bugarcic 

Flûte : Jean-Luc Tankuaneau 

Piano - Clavecin : Mathieu Saladin 

Percussions : Guillaume Charreau 

Chœurs : Robert
Enregistré aux studios I.C.I. 

Mastering : Studio DYAM 

Photos et illustrations : Vincent Malléa 

Graphisme et design : Sylvain Gatelais

## Singles
- "Personne"
- "Histoire de loup"